# Sant Miquel d'Hortmoier
Sant Miquel d'Hortmoier és una església romànica del municipi de Montagut i Oix (Garrotxa) inclosa en l'Inventari del Patrimoni Arquitectònic de Catalunya. Es va edificar el segle xi a la vall de Beget, entre les serres de Bestracà i de Talaixà.

## Descripció
Església, situada a la vall d'Ormoier, prop de la masia del Ripoll, a l'esquerra de la riera de Beget i accessible des d'Oix per una pista de terra regular, en un paratge de singular bellesa. Fa pocs anys al costat de migdia hi havia una gran edificació abandonada que ha estat eliminada per deixar lliure l'entorn immediat al temple.
Edifici romànic bastit cap a finals del segle xi o principis del xii, d'una sola nau, volta apuntada i absis, del segle xiii, semicircular situat a llevant, amb finestra central i cornisa. La porta d'ingrés orientada a ponent és estreta i rectangular i al damunt hi ha una finestra i l'airosa espadanya de doble obertura. A migdia la façana té dues finestres de doble biaix (en total l'edifici en té dues al mur sud, una a l'absis i una a ponent) i cornisa.

## Història
Fou esmentada el 977 en un document el comte de Besalú i bisbe de Girona Miró la deixa en testament al monestir de Cuixà. El comte de Besalú i bisbe de Girona Miró deixà en el seu testament l'any 979, al monestir de Sant Miquel de Cuixà "...in villa que dicunt Orto Modario cum ipsa eclesia qui est in honore Sancti Michaelisarchangeli..."
L'església de "Sancti Michaelis archangeli de Orto-Modario" figura en la relació de possessions que el papa Sergi IV confirmà, mitjançant butlla, al cenobi de Cuixà. El 1094 es veu citada com a Sancti Michaelis de Orto-morerio i com a Sancti Michaelis de Ortomomerio l'any 1362 en les "Rationes Decimarum Hispaniae"
Figura com a parròquia en el primer terç del segle xiv, passant a ésser una sufragània d'Oix a partir del segle xvii. A Sant Miquel d'Hortmoier s'hi guardava el Sant Crist d'Hortmoier.
Té uns Goigs dedicats que canten: "Serena, la vall, fulgura i en tu troba el pregoner, pau de bosc i goig d'altura, sant arcàngel d'Hormoier".

## Galeria d'imatges

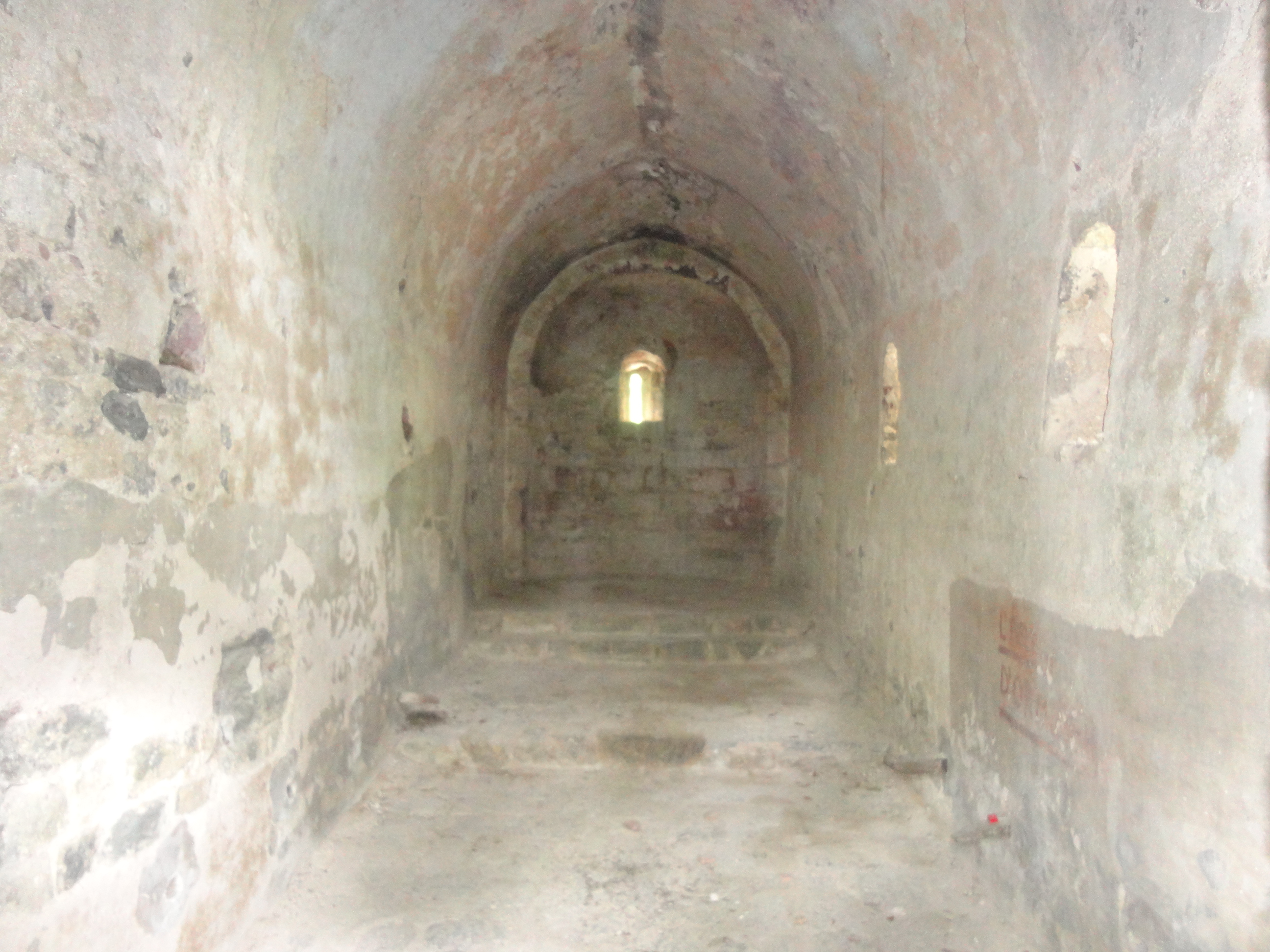
Interior de l'església
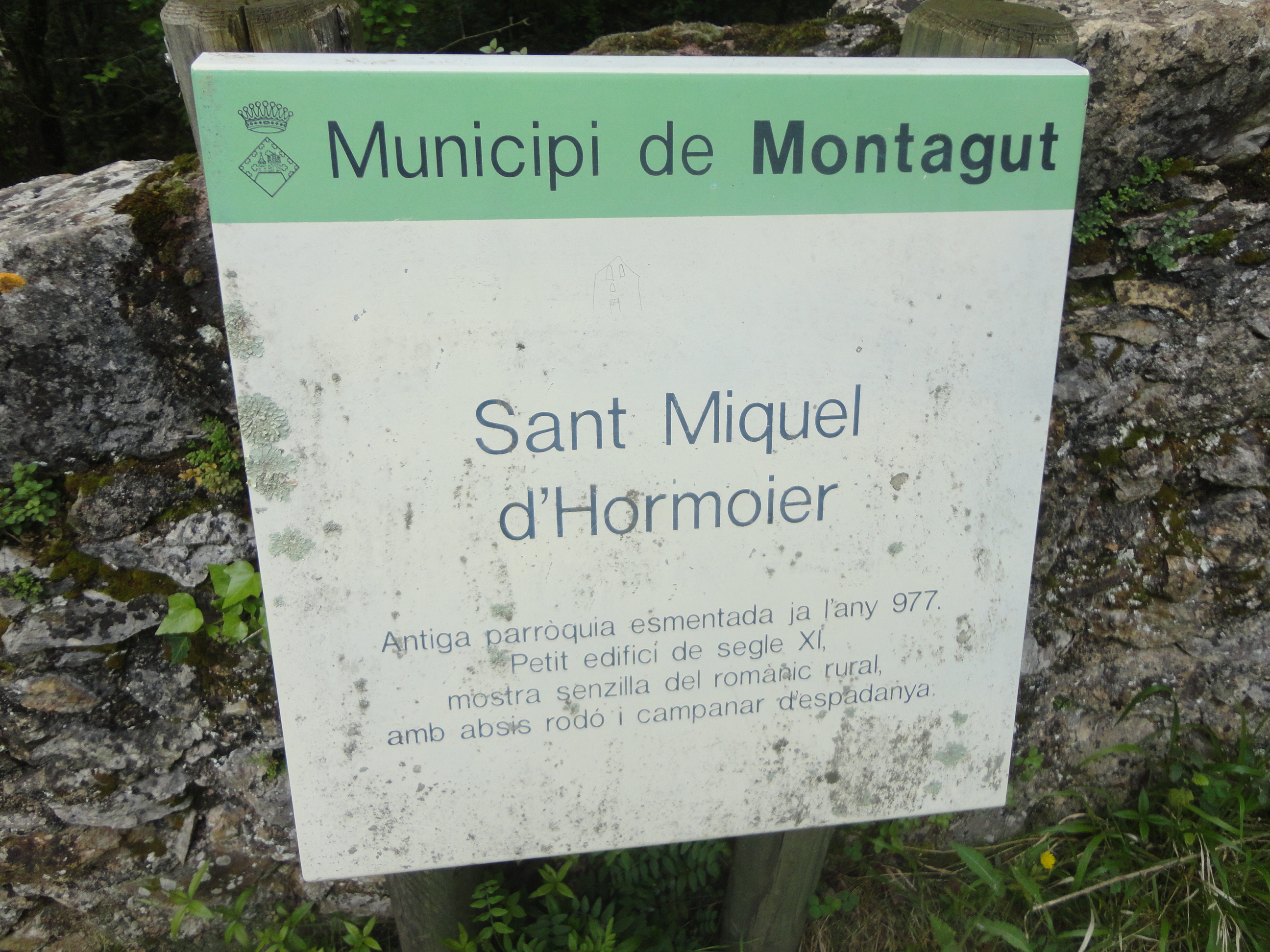
Placa informativa
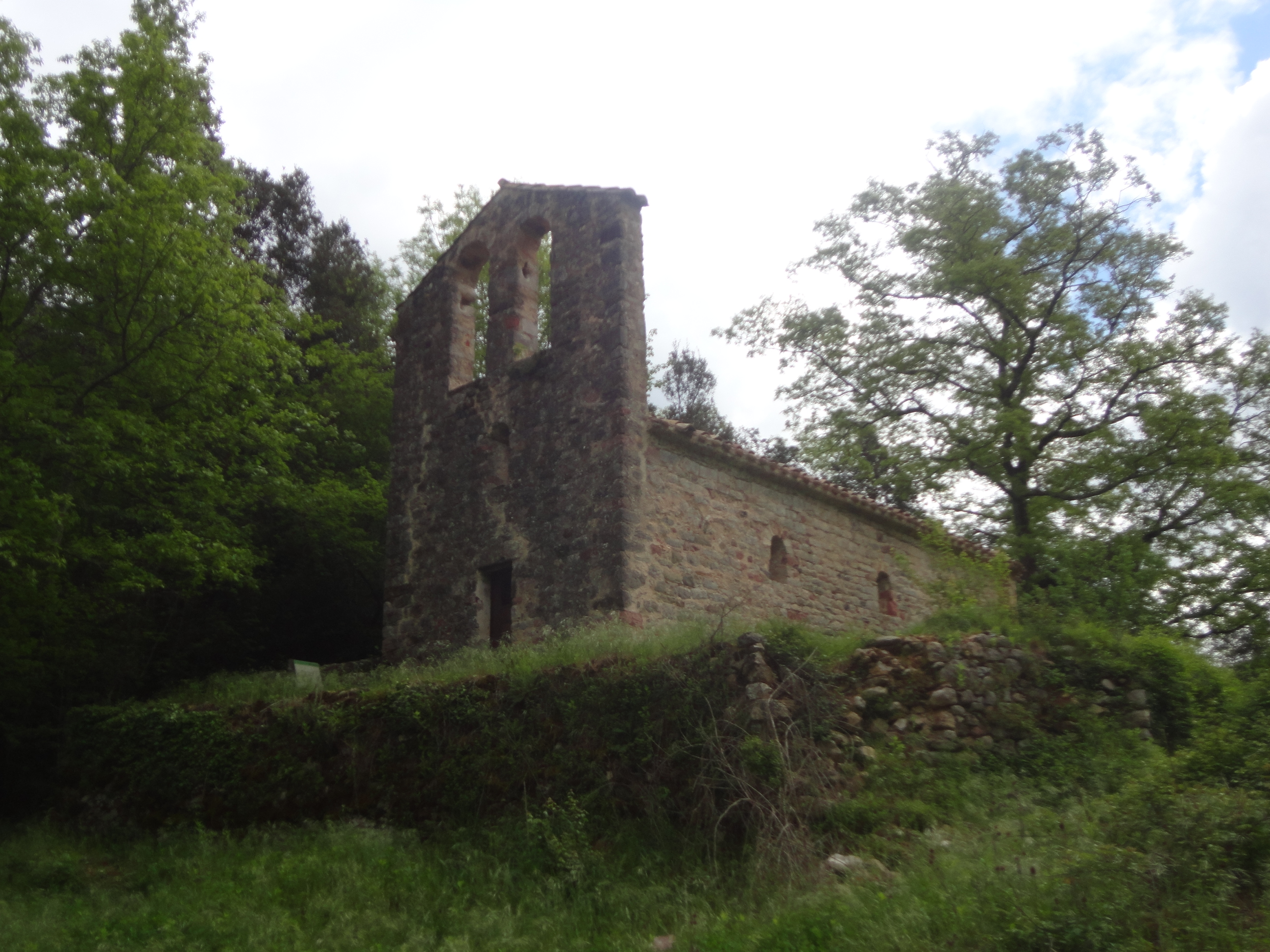
Sant Miquel d'Hortmoier